# فراشة مخرزية
المخرزيات(الأسم العلمي:Hasora)، أو الفراشات المخرزية (بالإنجليزية: Awl)‏ هي جنس من الفراشات التي تنتمي إلى عائلة الفراشات النطاطة.